# 福倉健太郎
福倉 健太郎 （ふくくら けんたろう、1991年8月3日 - ）は、鹿児島県鹿児島市出身の元プロ野球選手（投手）。右投右打。

## 経歴

### プロ入り前
鹿児島県鹿児島市出身。枕崎市を経て小学校3年生（２学期）に姶良市（旧姶良町）へ転居。姶良市立重富小学校3年生の時に「重富少年野球クラブ」で軟式野球を始めた。姶良市立重富中学校野球部では3年生の時に九州大会に出場した。鹿屋中央高等学校では1年生時の夏にベンチ入り。冬に左膝の手術を受けた。甲子園出場経験は無し。
第一工業大学3年生の時に九州地区大学野球リーグ・鹿児島地区の春季リーグ戦で最優秀投手賞を受賞した。この年の冬に右肩を痛め、約1年間公式戦から遠ざかって治療に専念した。
2013年10月24日に行われたプロ野球ドラフト会議で埼玉西武ライオンズに7巡目で指名され、契約金1,000万円、年俸700万円（金額は推定）で仮契約を結んだ。背番号は「50」に決まった。同大学からのプロ入りは藤原良平、美沢将に次ぎ3人目。

### 西武時代
2014年は二軍で16試合に登板し61回1/3を投げ、3勝4敗、防御率3.38だった。11月に佐藤勇、宮田和希、誠、藤澤亨明と共にオーストラリアン・ベースボールリーグのメルボルン・エイシズに派遣され、ウインターリーグに参加した。
2015年7月12日の対北海道日本ハムファイターズ戦において、7回裏に4番手でプロ初登板し、2回を投げ被安打1、奪三振2、与四球4、1失点だった。二軍での9月度の成績が6試合に登板し14回1/3を投げ1勝0敗、防御率0.00で、イースタン・リーグの月間MVPを受賞した。二軍通算では松下建太と並んでチーム最多の32試合に登板し、64回2/3を投げ6勝2敗、防御率1.81の成績だった。
2016年は二軍で20試合に登板し、0勝2敗1セーブ、防御率4.55だった。
2017年は一軍で10試合に登板、勝敗と、ホールド・セーブはつかず、防御率6.00だった。
2018年は一軍出場がないまま、戦力外通告を受けたことがきっかけで引退。

### 社会人野球時代
現役引退決断後は鹿児島に戻り、中古車販売会社・ビッグモーターに就職。会社員をしながら指導者の道を目指した。その後、現地の生命保険会社に転職。勤務の傍ら、社会人野球クラブチームの鹿児島ドリームウェーブの有川真平監督からの勧誘を受け、同チームで現役復帰していた。

## 選手としての特徴
- 大学生時で直球の最速は150km/h。変化球の持ち球はカーブ、スライダー、ツーシームなど[20]。

## 詳細情報

### 年度別投手成績
| 年 度     | 球 団     | 登 板 | 先 発 | 完 投 | 完 封 | 無 四 球 | 勝 利 | 敗 戦 | セ 丨 ブ | ホ 丨 ル ド | 勝 率 | 打 者 | 投 球 回 | 被 安 打 | 被 本 塁 打 | 与 四 球 | 敬 遠 | 与 死 球 | 奪 三 振 | 暴 投 | ボ 丨 ク | 失 点 | 自 責 点 | 防 御 率 | W H I P |
| --------- | --------- | ----- | ----- | ----- | ----- | -------- | ----- | ----- | -------- | ----------- | ----- | ----- | -------- | -------- | ----------- | -------- | ----- | -------- | -------- | ----- | -------- | ----- | -------- | -------- | ------- |
| 2015      | 西武      | 1     | 0     | 0     | 0     | 0        | 0     | 0     | 0        | 0           | .---  | 10    | 2.0      | 1        | 0           | 4        | 0     | 0        | 2        | 0     | 0        | 1     | 1        | 4.50     | 2.50    |
| 2017      | 西武      | 10    | 0     | 0     | 0     | 0        | 0     | 0     | 0        | 0           | .---  | 81    | 18.0     | 20       | 5           | 8        | 0     | 0        | 12       | 0     | 0        | 12    | 12       | 6.00     | 1.56    |
| 通算：2年 | 通算：2年 | 11    | 0     | 0     | 0     | 0        | 0     | 0     | 0        | 0           | .---  | 91    | 20.0     | 21       | 5           | 12       | 0     | 0        | 14       | 0     | 0        | 13    | 13       | 5.85     | 1.65    |

- 2018年度シーズン終了時

### 記録
投手記録
- 初登板：2015年7月15日、対北海道日本ハムファイターズ13回戦（札幌ドーム）、7回裏に4番手で救援登板、2回1失点
- 初奪三振：同上、7回裏に岡大海から見逃し三振

### 背番号
- 50 （2014年 - 2018年）